# Iles Sanguinaires, golfe d'Ajaccio
Iles Sanguinaires, golfe d'Ajaccio este o arie protejată (arie de protecție specială avifaunistică — SPA) din Franța întinsă pe o suprafață de 47.412 ha, din care 98 % marine.

## Localizare
Centrul sitului Iles Sanguinaires, golfe d'Ajaccio este situat la coordonatele 41°51′26″N 8°37′02″E / 41.85722°N 8.61722°E.

## Înființare
Situl Iles Sanguinaires, golfe d'Ajaccio a fost declarat arie de protecție specială avifaunistică în baza directivei 79/409 din 1979 referitoare la conservarea păsărilor sălbatice pentru a proteja 20 de specii de animale.

## Biodiversitate
Situată în ecoregiunea mediteraneană, aria protejată nu include niciun habitat protejat.
La baza desemnării sitului se află mai multe specii protejate de  păsări (20): rață cârâitoare (Anas querquedula), stârc cenușiu (Ardea cinerea), Bubulcus ibis, Calonectris diomedea, egretă albă (Egretta alba), egretă mică (Egretta garzetta), șoim călător (Falco peregrinus), Larus audouinii, pescăruș-cu-cap-negru (Larus melanocephalus), Larus michahellis, pescăruș râzător (Larus ridibundus), gaia roșie (Milvus milvus), sula bassana (Morus bassanus), vultur pescar (Pandion haliaetus), Phalacrocorax aristotelis desmarestii, Phalacrocorax carbo sinensis, Puffinus yelkouan, chiră de mare (Sterna sandvicensis), Sylvia sarda, silvie de tufiș (Sylvia undata).
Pe lângă speciile protejate, pe teritoriul sitului au mai fost identificate 4 specii de păsări.